# Francesc de Mata i d'Alòs
Francesc de Mata i d'Alòs   (Girona, 13 de novembre de 1807 - Madrid, 25 de març de 1884) fou un militar i polític català, ministre durant el regnat d'Isabel II d'Espanya.

## Biografia
Era fill de Gaietà de Mata i de Càrcer (1775-1840) i de Mercè d'Alòs i de Mora (1775-1864). El 1865 fou rehabilitat com a comte de la Torre de Mata, títol concedit al seu rebesavi Josep Antoni de Mata i de Copons del Llor per l'arxiduc Carles.
El 1821 va ingressar a l'Acadèmia d'Artilleria de Segòvia, en 1824 ascendí a tinent de milícies i el 1825 ingressà a la Guàrdia Reial d'Infanteria. Durant la Primera Guerra Carlina va lluitar a favor de la reina Isabel II d'Espanya. Fou condecorat dos cops amb la creu llorejada de Sant Ferran i el 1839 fou ascendit a tinent coronel. Va participar en les bullangues de Barcelona de 1841, raó per la qual va haver d'exiliar-se un temps. Quan tornà, però, fou ascendit a mariscal de camp en 1847 i a tinent general en 1858. El març de 1863 fou nomenat Ministre de Marina en el gabinet de Manuel Pando Fernández de Pinedo, així com ministre de Guerra interí.
Després de la restauració borbònica fou nomenat novament senador per la província de Lleida en 1877, fins que el 1881 va ser nomenat senador vitalici.